# 菲尔米尼—圣朗贝尔达尔邦铁路
菲尔米尼－圣朗贝尔达尔邦铁路（法語：Ligne de Firminy à Saint-Rambert-d'Albon）是法国的一条铁路，起于菲尔米尼站，止于圣朗贝尔达尔邦站，全长84.3公里。该铁路在法国铁路系统中的编号为797000，自1991年起已全线关闭，仅末端约2公里长的罗讷河大桥尚有使用。

## 历史
菲尔米尼－圣朗贝尔达尔邦铁路始建于19世纪中期，由巴黎-里昂-地中海铁路公司规划修建，1878年，该公司被国有铁路公司收购，1885年，菲尔米尼－圣朗贝尔达尔邦铁路全线竣工。1938年，该铁路被法国国营铁路公司接管。
1953年，该铁路迪尼耶尔以东的路段关闭；1991年，该铁路全线关闭。

## 路线
菲尔米尼－圣朗贝尔达尔邦铁路自菲尔米尼站向南引出，穿越沃莱地区东北部，逐渐转向东进入皮拉山区，经阿诺奈继续向东，跨越罗讷河，最终到达圣朗贝尔达尔邦站。

### 车站列表
| 菲尔米尼－圣朗贝尔达尔邦铁路车站列表                                                      |        |                                                                     |                                     |                                    |
| 车站*                                                                                     | 公里数 | 交汇路线                                                            | 本线停靠车种                        | 可换乘交通                         |
| Firminy 菲尔米尼站                                                                        | 0      | 圣乔治多拉克－圣艾蒂安铁路（圣艾蒂安方向）↑                         | TERAuvergne- Rhône-Alpes            | TIL stas                           |
| Firminy 菲尔米尼站                                                                        | 0.405  | 圣乔治多拉克－圣艾蒂安铁路（勒皮/圣乔治多拉克方向）↙                |                                     |                                    |
| Pont-Salomon 蓬萨洛蒙站                                                                   | 8.284  |                                                                     |                                     |                                    |
| Saint-Pal - Saint-Romain 圣帕勒-圣罗曼站                                                  | 19.691 |                                                                     |                                     |                                    |
| Dunières 迪尼耶尔站                                                                       | 27.117 |                                                                     |                                     |                                    |
| Bourg-Argental 阿让塔勒堡站                                                               | 51.674 |                                                                     |                                     | TIL                                |
| Annonay 阿诺奈站                                                                          | 64.893 |                                                                     |                                     | cars région TIL 阿诺奈城市公共交通 |
| Vernosc-lès-Annonay 阿诺奈附近韦尔诺斯克站                                                | 70.191 |                                                                     |                                     |                                    |
| Peyraud 佩罗站                                                                            | 82.273 | 日沃尔－格勒藏铁路（格勒藏方向）↖ 日沃尔－格勒藏铁路（日沃尔方向）↘ |                                     |                                    |
| Saint-Rambert-d'Albon 圣朗贝尔达尔邦站                                                    | 84.046 | 巴黎－马赛铁路（里昂/巴黎方向）↗                                    |                                     |                                    |
| Saint-Rambert-d'Albon 圣朗贝尔达尔邦站                                                    | 84.263 | 圣朗贝尔达尔邦－里沃铁路（里沃方向）↘ 巴黎－马赛铁路（马赛方向）↓   | Intercités TERAuvergne- Rhône-Alpes | cars région                        |
| *注：划线车站为已关闭车站，部分完全废弃的车站不在此表中显示；灰色部分表示其所在线路已关闭 |        |                                                                     |                                     |                                    |